# Hemiscyllium galei
Hemiscyllium galei là một loài cá mập họ Hemiscylliidae. Cùng với H. henryi, nó chỉ được mô tả khoa học trong năm 2008 bởi Gerald R. Allen và Mark V. Erdmann.. Hiện nay, H. galei chỉ được biết đến từ độ sâu từ 2 đến 4 mét tại các rạn san hô trong vịnh Cenderawasih ở Tây Papua, Indonesia. Các mẫu vật lớn nhất được biết dài đến 56,8 cm. Nó có thể được tách ra từ các loài có quan hệ thân thiết sinh học của nó (ví dụ, H. freycineti) bởi sự kết hợp của bảy điểm tối tương đối lớn ở phía bên của cơ thể (giữa bụng và cơ sở đuôi), đốm trắng trên các cạnh của bóng tối vây lưng của nó yên ngựa và các điểm rải rác khác màu trắng ở phía trên. 